# Падитель Валерій Борисович
Валерій Борисович Падитель (нар. 26 липня 1978, м. Дунаївці, Хмельницька область) — український військовослужбовець, полковник Державної прикордонної служби України, учасник російсько-української війни. Лицар ордена Богдана Хмельницького III ступеня (2022). Герой України (2022). Начальник управління соціального супроводу Держприкордонслужби.

## Життєпис
Валерій Падитель 26 липня 1978 року народився в місті Дунаївцях на Хмельниччині. 
Закінчив Національну академію Державної прикордонної служби України імені Богдана Хмельницького. У цьому ж виші 2010 року закінчив факультет підготовки керівних кадрів.
Служив у Херсонському, Львівському, Мостиському, Чопському, Харківському, Сумському та Донецькому прикордонних загонах, а також у Північному та Східному регіональних управліннях Державної прикордонної служби України.
У 2020 році взяв участь у відомчому проєкті «Нове обличчя керівного складу», масштабного прозорого відбору кандидатів на посади керівників органів охорони кордону, впровадженого в Державній прикордонній службі України за підтримки Посольства США в Україні та Міжнародної організації з міграції, де продемонстрував високий рівень підготовки, посівши четверте місце.
З 2021 року командир Донецького прикордонного загону Державної прикордонної служби України. Один із оборонців Маріуполя.
21 вересня 2022 року повернувся з російського полону.

## Нагороди
- звання Герой України з врученням ордена «Золота Зірка» (14 жовтня 2022) — за особисту мужність і героїзм, виявлені у захисті державного суверенітету та територіальної цілісності України, вірність військовій присязі[5];
- орден Богдана Хмельницького III ступеня (16 березня 2022) — за особисту мужність і самовіддані дії, виявлені у захисті державного суверенітету та територіальної цілісності України, вірність військовій присязі[6].